# Zio Paperone in "Cuori dello Yukon"
Zio Paperone in "Cuori dello Yukon" (Hearts of the Yukon) è una storia a fumetti della Disney scritta e disegnata da Don Rosa che, per i temi trattati è collegata alla Saga di Paperon de' Paperoni, realizzata sempre da Rosa fra il 1992 e il 1994. In questo capitolo il giovane Paperone, all'epoca cercatore d'oro, si innamora di Doretta Doremì ma alla fine per molte incomprensioni i due innamorati sono costretti a lasciarsi.

## Trama
Circa sei mesi dopo gli eventi de La prigioniera del fosso dell'agonia bianca, Paperone torna a Dawson per procurarsi dei pezzi di ricambio per la propria trivella a vapore. La città versa in gravi condizioni data la carenza di cibo e il panico che anticipa l'arrivo del colonnello Samuel Benfield Steele, sovraintendente della polizia a cavallo del Nord-Est per lo Yukon, così da riportare l'ordine nella turbolenta cittadina. Il colonnello è accompagnato dal sergente Scarth e da uno scrittore, Jack London, che lo sta aiutando nella ricerca di un motto. Preoccupati dalla presenza di Steele, i disonesti cittadini denunciano come delinquente Paperone al colonnello, accusandolo di aver cacciato "il buono e giusto" Soapy Slick e Doretta, lo denuncia ufficialmente, accusandolo di averla rapita, ma in realtà l'intenzione di Doretta è di far tornare Paperone da lei.
Con il suo arresto che causerà il ritiro della sua concessione, Paperone (avvertito dall'amico Casey Coot) decide di tornare in fretta al Fosso per proteggerlo, ma il sergente Scarth raggiunge Paperone e gli comunica che la denuncia e chi l'ha sporta, attirando l'attenzione del papero. Paperone decide di raggiungere Dawson a piedi per dissuadere Doretta ma viene sorpreso da una tormenta ma viene salvato da Olaf Erickson, un lappone assunto dal governo per portare a Dawson dei viveri con la sua slitta trainata da renne. Giunto nella città, Paperone crede di dover fronteggiare decine di cittadini intenzionati a fermarlo, ma questi invece assaltano la slitta per appropriarsi dei viveri e, dopo aver legato Scarth così da impedirgli di rilevare la concessione, nel trambusto generale, la stalla dove si trovavano prende fuoco e l'incendio si propaga velocemente a tutta la città.
Paperone si precipita in direzione della Bolla d'Oro, ostacolato da Steele che tenta, senza successo di rapirlo e salvando Casey da un'esplosione che gli fa seminare il colonnello. Raggiunto il saloon, Paperone trova Doretta sul palco, incurante di essere circondata dalle fiamme, Paperone vorrebbe salvarla ma sviene in quanto colpito da un blocco di ghiaccio scagliato dai pompieri che hanno stappato la manichetta congelata con la pressione dell'acqua. Doretta cerca quindi di mettere in scena un finto salvataggio e di far credere a Paperone di averla salvata al suo risveglio, ma viene portata via proprio un attimo prima che riprenda conoscenza. Paperone viene trovato da Steele, che gli comunica di avere appreso che quanto raccontatogli dai cittadini non corrispondeva al vero, grazie alla testimonianza di Casey Coot, e annulla la revoca della concessione e il sequestro dell'oro.
Come tentativo estremo, Doretta consegna al sergente Scarth una lettera da recapitare a Paperone, che la riceve nella notte mentre si allontana da Dawson. Temendo che la lettera possa rivelargli i sentimenti avversi di Doretta verso di lui, Paperone decide di non aprirla, preferendo rimanere nel dubbio che qualcuno al mondo possa amarlo per quello che è. L'ultima vignetta mostra la lettera abbandonata sulla neve, destinata a mantenere l'incomprensione.

## Storia editoriale
La storia è stata pubblicata su varie testate in tutto il mondo e in Italia per la prima volta su Zio Paperone n. 118 del 1999 e poi ristampata varie volte.